# Hoaden
Hoaden – osada w Anglii, w hrabstwie Kent, w dystrykcie Dover. Leży 12 km na wschód od miasta Canterbury i 99 km na wschód od centrum Londynu.